# Radiomètre Avancé à Très Haute Résolution
Un Radiomètre Avancé à Très Haute Résolution (en anglais : Advanced Very High Resolution Radiometer, AVHRR) est un radiomètre qui permet la surveillance de la végétation à la surface de la terre, de la température des surfaces des mers, des tempêtes.

## Utilisation

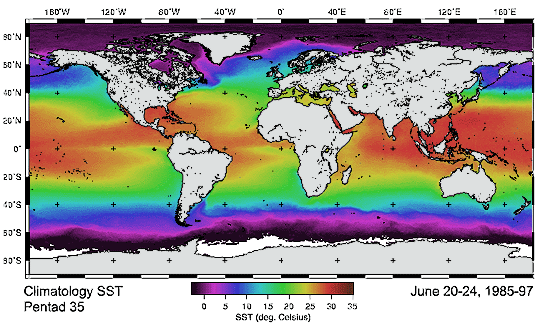
Image de la température de surface globale des océans, prise depuis un satellite équipé d'un radiomètre avancé à très haute résolution.

Le Radiomètre Avancé à Très Haute Résolution est utilisé notamment par le satellite NOAA/ AVHRR. VIIRS a été conçu pour développer les données collectées par les capteurs vieillissants MODIS et AVHRR